# 就寝形態
就寝形態（しゅうしんけいたい：英 sleeping arrangements）は、家族社会学において家族が就寝する際の形態を表す。
就寝時の家族成員の空間的位置関係に着目して表示するものであり、複数の家族成員が単数または複数の部屋に寝ている位置関係のことで、家族の寝方を研究する際に用いる。

## 分類
就寝形態は、大きく分けて「別室寝」と「同室寝」に分けられる。別室寝とは、1部屋に1人で寝る「ひとり寝」を指す。これに対して同室寝は、複数の家族成員が1部屋に寝ることを指している。即ち夫婦、親子、きょうだいあるいは祖父母や親族などが同室に寝る場合で、「共寝」、「添い寝」などとも言う。さらに共寝には、同室に寝る二者間の距離から「同室隣接寝」と「同室分離寝」の2種が区別できる。

## コ・スリーピング
1部屋に1人で寝るひとり寝に対して、 複数の家族成員が1部屋に寝る「同室寝」ことを指す場合にはコ・スリーピング(co-sleeping)と言われる。コ・スリーピングの語は米国の人類学者らが日本で行った家族の就寝形態調査のなかで特に親子同室寝の型として使用された。日本の研究者によって合寝、混寝、共寝、添い寝などと様々に訳された。
日本における就寝形態の実態調査は、1960年代のアメリカの人類学者W.コーディルとD.プラースによる東京、京都、松本における調査から始まる。コーディルは日米の乳児と母親の行動比較、プラースは日本人の生き方研究と、それぞれ別の関心から日本人の生活背景の一つとしての家族の寝方の実態調査を行った。
彼らは、日本の家族323世帯の就寝形態の実態をライフサイクルの視点から分析して、「日本の家族は他に空き部屋があるのにかたまって親子同室に寝るコ・スリーピング（co-sleeping）の習慣があり、日本人は、幼い時は両親と児童・少年期は兄弟と共寝をし、独りで寝ることは、青年期と伴侶と死別した老年期のみである」と指摘した。彼らはさらに「コ・スリーピングの習慣は、家族成員間の情緒パターン（emotional patterns）に関連し、同時に文化間の相違を反映すると思われる」と述べ、日本の家族には欧米のような夫婦関係中心ではなく親子一体性という文化的な規範があると論じた。
彼らが1966年『精神医学』(Psychiatry) に発表した「誰が誰と寝るか？日本の都市家族における親子の関わり」 (Who Sleeps by Whom? Parent-Child Involvement in Urban Japanese Families.) という論文は、幼児といえども夫婦の寝室で寝せないアメリカ社会ではかなりの反響を呼んだ。
以後、アメリカ人類学会ではコ・スリーピングの比較文化的調査が盛んに行われるようになった。日本では、コーディルらの論文に触発されて社会学者の森岡清美が家族周期論的関心から寝室配分調査を行っている（1968〜72年、掛川・勝沼、359世帯。

### 比較文化的研究の方向性
就寝形態の比較文化的研究からは、それぞれの社会の道徳的価値や文化規範の違いが浮き彫りになり、同一文化内での研究は方向性が分かれる。二通りあげるならば、1つはコ・スリーピングが一般的でないアメリカ合衆国のような場合、共寝の悪影響を証明しようとする小児医学的、児童心理学的研究である。
もう1つは、コ・スリーピングが一般的な日本の場合、共寝をする若年家族の実態をより詳細に「誰が誰とどのような位置関係で寝るか？」まで調査して、同室に寝る家族成員間の空間的距離の違いから就寝形態を分類し、家族の就寝形態の構造とその意味・その機能の考察から、家族の内部構造の１つである情緒構造（人間関係・情緒関係）を解明すると同時に、共寝を幼児のこころが育つ人間環境の1つと捉えて、就寝形態の違いと家族関係の特徴、幼児の心の育ちの特徴を調査し、統計的に明らかにした教育社会学的研究である。

## 各国・地域における状況
世界の就寝形態について、これまでの医学的、人類学的調査や文献調査などの結果は、南米やアジア地域では、乳幼児のコ・スリーピングが一般的であることを示している。一方、北米、欧州、オーストラリアなどの地域では、乳幼児の独り寝が常識である。ただし、これらの地域でも少数民族の間でサブカルチャーとしてコ・スリーピングが行われる例はある。

### 日本
「川の字で寝る」という言葉があるように、共寝は日本古来の習慣である。明治維新以来西欧文化を取り入れて近代化を進めてきた日本は、衣食住にわたって伝統的な習慣を数多く失ってきたが、家族の共寝だけは、欧米先進国に追随することなく維持されて今日に至っている。子どもの自立心が育ちにくいとか夫婦関係が阻害されるといった欠点があるにもかかわらず、乳幼児期の親子の共寝は、現在も9割以上の親たちに支持されている。就寝行動は無意識の心の領域に関連していることから、まだまだ解明が進んでいない文化領域と言え、変わりにくいことが指摘できる。